# Krödde

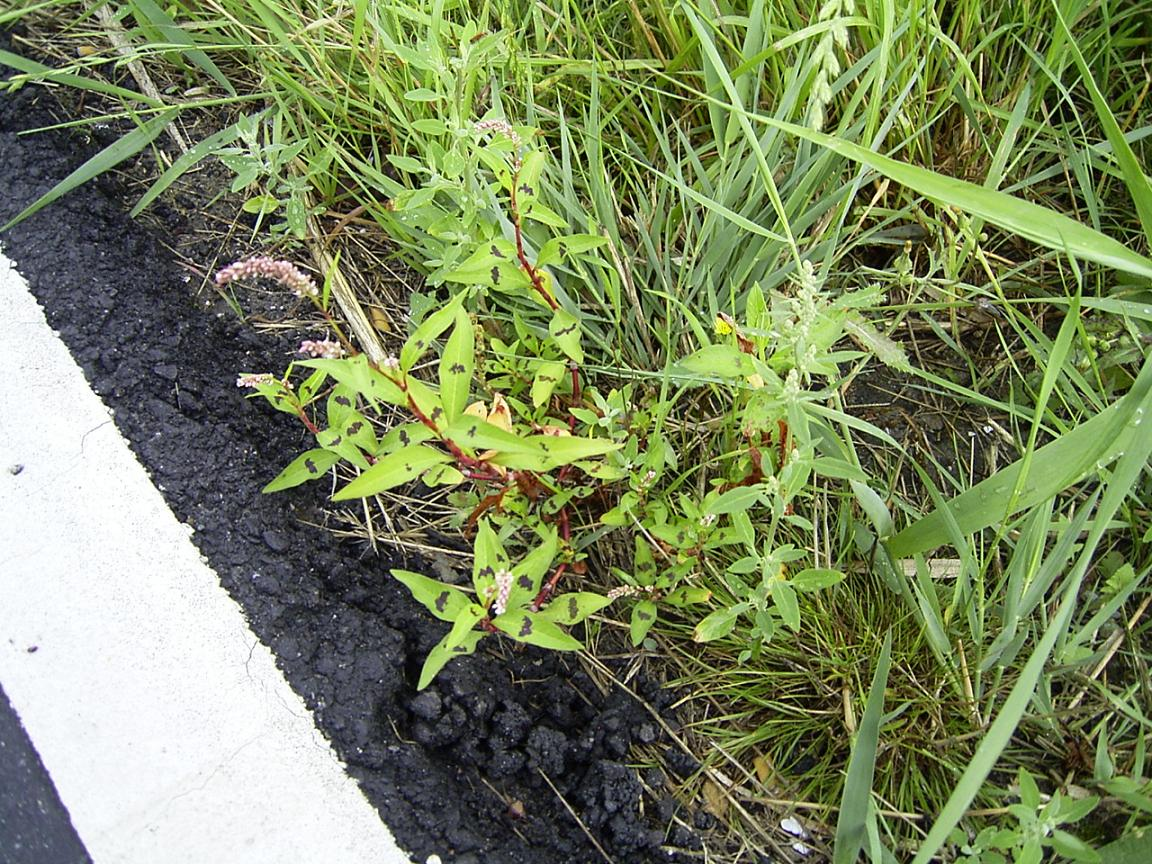
Perzikkruid

Krödde, kröd, of krodde is een dialectnaam voor verschillende planten. In de Veenkoloniën en Drenthe verstaat men hieronder perzikkruid (platte krodde), op het Hogeland, in Friesland en West-Friesland daarentegen herik en in het Oldambt witte krodde, elders soms ook kleefkruid, knopherik of andere planten. Het woord is waarschijnlijk afgeleid van een Germaanse grondvorm *krŭðjō 'kruid'.
Krodde geldt doorgaans als een lastig onkruid dat de kwaliteit van het akkerland aantast en moeilijk te verwijderen is uit de geoogste producten. In Groningen geldt een kröddeboer als een slordige boer met veel onkruid in zijn land. Herik werd vroeger wel verzameld om er mosterd of lampolie van te maken.
De sage wil dat er perzikkruid groeide onder het kruis waaraan Jezus stierf. Daarbij zouden er enkele druppels bloed op de bladeren zijn gevallen. Zo komt het dat zo'n onaanzienlijk onkruidje nog steeds de levende herinnering vormt van deze gebeurtenis - op ieder blad zijn nog steeds twee rode vlekken te zien. Het kruid wordt daarom soms Jezuskruid genoemd.

## Tijdschrift
Er is in Groningen een literair tijdschrift voor de Groninger taal met deze naam.
Zie Wikiepedie in het Nedersaksisch.